# Serge Bayonne
Serge Bayonne (ur. 31 października 1970) – gaboński piłkarz występujący na pozycji obrońcy.

## Kariera klubowa
W swojej karierze Bayonne występował między innymi w gabońskim zespole FC 105 Libreville.

## Kariera reprezentacyjna
W reprezentacji Gabonu Bayonne zadebiutował w 1994 roku. W 1996 roku został powołany do kadry na Puchar Narodów Afryki. Nie zagrał jednak na nim w żadnym meczu, a Gabon zakończył turniej na ćwierćfinale.